# Chhau
Chhau, seltener chhou, chau, chhow (bengalisch ছৌ নাচ chau nāc, chhou nach; Oriya ଛଉ ନାଚ), ist eine Form traditioneller Tanzdramen in Ostindien, die von unteren Bevölkerungsgruppen im ländlichen Bereich entwickelt wurde und bei Jahresfesten, vor allem beim Frühlingsfest Chaitra Parva aufgeführt wird. Es gibt drei bekannte regionale Traditionen, die sich in der Spielpraxis deutlich voneinander unterscheiden: Seraikella chhau erhielt seinen Namen von der Kleinstadt Seraikela im Bundesstaat Jharkhand. Purulia chhau, der lebhafteste Stil, der am engsten mit seiner alten Adivasi-Tradition in Verbindung steht, wurde im Distrikt Purulia im angrenzenden Westbengalen entwickelt. Weniger bekannt ist der dritte Stil Midnapur chhau in der Subdivision Jhargram des westbengalischen Distrikts Pashchim Medinipur (Midnapur). Alle drei sind Maskentänze im Unterschied zum vierten Stil, dem Mayurbhanj chhau in Odisha (Distrikt Mayurbhanj), der ebenfalls mit bunten Kostümen und teilweise mit Kopfputz, aber ohne Masken aufgeführt wird.
Die Themen der chhau-Stile sind aus den klassischen indischen Epen Mahabharata, Ramayana und aus den Puranas entnommen. Chhau-Tänze gehören zu den religiösen Ritualen der jeweiligen Volksgruppen. Obwohl die Tänzer eine professionelle Ausbildung genossen haben, treten die meisten nicht hauptberuflich auf, sondern arbeiten als Angestellte in der Landwirtschaft oder in der Stadt. Die Tänze wurden früher nur von Männern aufgeführt, in manchen Gebieten tanzen heute auch Frauen.
Die Begleitmusik ist rhythmusbetont. Führend sind große Kesseltrommeln (dhamsa) und zwei oder mehrere Fasstrommeln (dhol), meist werden als einzige Melodieinstrumente die Kegeloboen shehnai oder mohori gespielt. Gesungene Lieder kommen als Tanzbegleitung nicht, gesprochene Texte nur als Einleitung vor.
Im Jahr 2010 wurde der chhau-Tanzstil in die  UNESCO-Liste des immateriellen Kulturerbes der Menschheit aufgenommen.

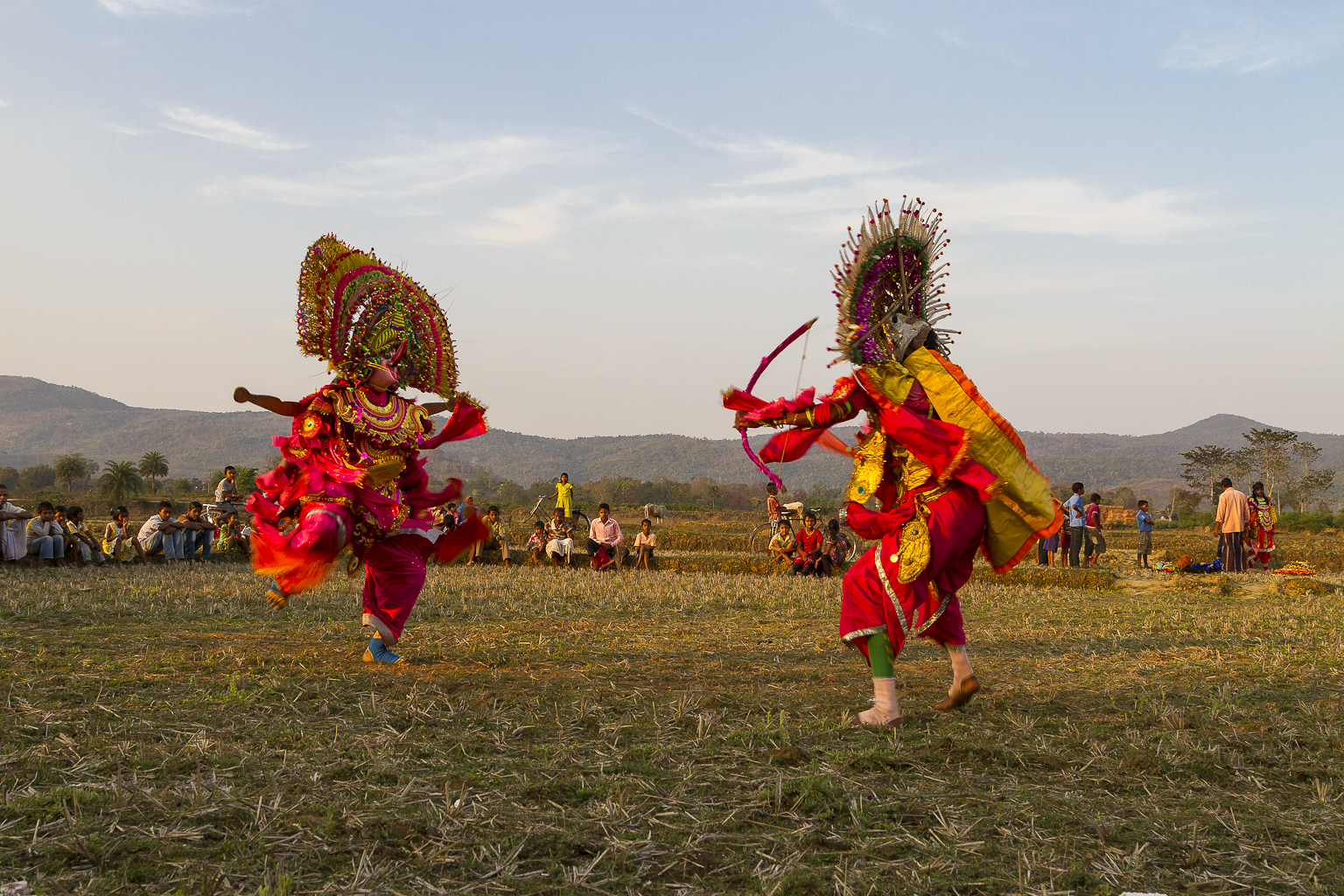
Purulia chhau in Westbengalen

## Geschichte
Das Wort chhau stammt nach unterschiedlichen Ansichten von Sanskrit chhaya, „Schatten“ oder umgekehrt: Chhaya geht auf chhau zurück, das mit Sanskrit chhadma, „Verkleidung, Verschleierung“, zusammenhängt. Alternativ könnte chhau das umgangssprachliche Oriya-Wort für „jagen“ oder „angreifen“ sein. Ferner gibt es die Mundali-Bezeichnung chhak für „Geist“. Mundali (oder Mundari) ist die Sprache der Munda, einer der Adivasigruppen, zu deren Tradition Purulia chhau gehört. Der kriegerische Aspekt des chhau kommt möglicherweise durch die Verbindung mit dem alten Sanskritwort chauni („Militärlager“) zum Ausdruck, von dem Hindi chauni (auch chawri) abstammt, das „Rüstung“ bedeutet, und chhank („Attacke“). In jedem Fall geht das Wort auf eine Tätigkeit oder einen Beruf zurück und nicht auf eine bestimmte soziale Schicht oder Jati (Subkaste). Dies ist wesentlich für das Verständnis, dass alle vier chhau-Tanzformen zwar in der Kultur einer bestimmten Bevölkerungsgruppe tradiert werden, aber grundsätzlich jeder die Tänze erlernen und an den Aufführung teilnehmen darf.
In früheren Zeiten hießen die chhau-Tänze ihrer Herkunft gemäß pharikhanda khela, „Schauspiel mit Schild und Schwert“ und wurden von auf diese Art kampferprobten Männern (paiks) aufgeführt. Ein altes chhau-Tanzstück mit dem Namen Astradwanda wurde als Kriegstanz mit echten Schildern und Schwertern aufgeführt, als der britische König Georg V. 1911 die damalige Hauptstadt Kalkutta besuchte. In ganz Asien stammen zahlreiche verfeinerte Tanzstile von der Kriegskunst ab.

### Purulia

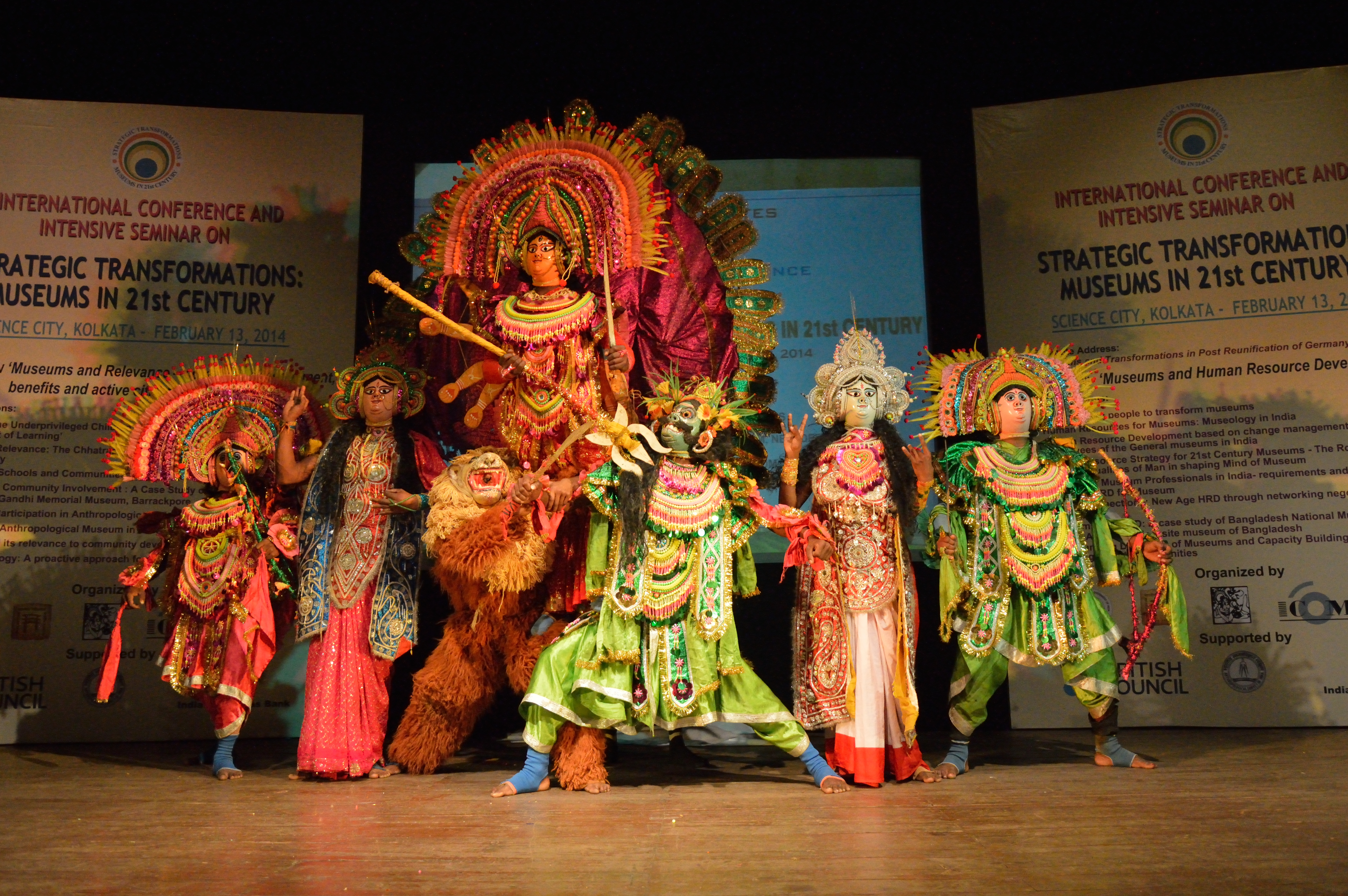
Purulia cchau, Aufführung in Kolkata. Göttin Durga in Gestalt der Dämonentöterin Mahishasuramardini

Das chhau-Tanztheater gehört insgesamt zu einer bestimmten geografischen Region, die Zentren der drei Stile lagen dennoch bei den früheren Verkehrsverhältnissen mehrere Tagesreisen voneinander entfernt, was ein Grund für die Herausbildung unterschiedlicher Stile gewesen sein dürfte. Purulia ist ein bengalischsprachiger Distrikt in Westbengalen, in dem auch einige Stammessprachen gesprochen werden. Vor der Gebietsreform 1956 war Purulia eine Subdivision im heute nicht mehr existierenden Distrikt Manbhum, der im Bundesstaat Bihar mit seiner hindisprachigen Mehrheit lag. Nach der Neustrukturierung entlang von Sprachgrenzen wurde der größte Teil der Purulia-Subdivision Westbengalen zugeschlagen, das verbleibende Viertel kam zum Singhbhum-Distrikt von Bihar. Im Jahr 2000 wurde der südliche Teil von Bihar mit Seraikella zum neuen Bundesstaat Jharkhand verselbständigt.
Für die aufgeführten Dramen des ehemals in Bihar gelegenen Teils von Purulia bedeutet die lange Zugehörigkeit zu einem hindisprachigen Gebiet, dass wie beim dortigen Seraikella-chhau die klassischen Epen in ihren Hindi-Übersetzungen und Interpretationen durch Tulsidas in der zweiten Hälfte des 16. Jahrhunderts zugrunde gelegt werden. Diese weichen teilweise erheblich von den Fassungen des bengalischen Dichters Kavichandra des 17. Jahrhunderts ab, die ansonsten im Purulia chhau verwendet werden. Somit ergeben sich innerhalb desselben Stils regionale inhaltliche Unterschiede. Stilunterschiede innerhalb des Purulia chhau bestehen ferner in der Aufführungspraxis.
Purulia chhau war immer ein ländlicher Stil der Stammesbevölkerung und hat sich in einer besonders kraftvollen ursprünglichen Form erhalten. Seine Geschichte ist so gut wie unbekannt. Er soll von einem Kriegstanz abstammen, den die bäuerliche Gemeinschaft der Kurmi aufführte. Die Kurmi nennen noch heute ihre Tänze chau yuddha („chau-Krieg/Kampf“). Bis Anfang der 1940er Jahre wurde Purulia chhau in gewissem Umfang durch die Rajas von Baghamundi gefördert, die ihren hinduistischen Glauben unter den Kurmi verbreiten wollten und sie dazu brachten, ihre Kriegstänze mit Geschichten aus den hinduistischen Epen inhaltlich zu ergänzen. Mit der Abschaffung des Zamindar-Systems 1947 endete die Unterstützung für den Tanzstil, der nur mit einfachsten Mitteln in den Dörfern am Leben erhalten werden konnte.
Die Charakterisierung und grundlegende Beschreibung des Purulia chhau ist Ashutosh Bhattacharyya (1909–1984) zu verdanken, einem bengalischen Literaturwissenschaftler und Ethnografen, der 1961 den Stil erstmals in einem abgelegenen Dorf (Bandwan) im Purulia-Distrikt sah. Die dortigen Munda-Tänzer besaßen weder richtige Masken noch Kostüme, dennoch führten sie damals nahezu das komplette Ramayana-Epos auf. Die Musiker waren Doms, eine niedrige Kaste westbengalischer Hindus. Höherkastige Hindus nahmen weder teil noch unterstützten sie die Aufführungen, die Gebildeten missbilligten sie offensichtlich.
Bhattacharyya begann in den 1960er Jahren zusammen mit seinen Studenten aus Kalkutta, in den verschiedenen Dörfern alte Kostüme zusammenzutragen und zu restaurieren. 1969 brachte er erstmals 50 chhau-Tänzer auf Einladung der Sangeet Natak Akademi nach Neu-Delhi, ab 1972 reisten Tanzgruppen zu Aufführungen ins Ausland.

### Seraikella
Die Namen der beiden anderen Stile beziehen sich auf die Gebiete Saraikela und Mayurbhanj, die vor der Unabhängigkeit Indiens 1949 kleine Fürstenstaaten waren, deren Herrscherfamilien die Tanztheater unterstützten und beeinflussten. Die Region um Saraikela war seit der Unterzeichnung eines Friedensvertrages mit den Briten 1820 relativ friedlich und unterlag keiner äußeren Einflussnahme. In einer solcherart ungestörten Umgebung entwickelte sich das Tanztheater zu einem Bestandteil des Chaitra Parva-Festes; Mitglieder der Herrscherfamilie waren selbst aktive Tänzer und nahmen Einfluss auf Inhalt und Gestaltung der Aufführungen, die einen eleganteren und kalkulierteren Bühnenstil präsentieren. Nach ihrer Einschätzung ist Seraikella chhau ein „klassischer“ Tanzstil, dessen bei der Stammesbevölkerung liegenden Wurzeln sie häufig verdrängen. Die volkstümlichen Elemente des Seraikella chhau sind nach wie vor erkennbar, besonders in den Dörfern, die weniger unter dem direkten Einfluss der Fürsten standen.
Wie in der Zeit zuvor nahmen auch unter dem Einfluss der Fürstenfamilie im 19. Jahrhundert weiterhin die übrigen Bevölkerungsgruppen – niedrigkastige Bauern, Adivasis und Kshatriyas – an den Tänzen teil. Daneben beschäftigte der Palast eine eigene Tanztruppe, die jedoch mit dem Machtverlust der Fürsten und den wirtschaftlichen Veränderungen nach der Unabhängigkeit ihre Anstellung verlor. Eine lose Verbindung zu dieser Truppe ist bis heute bestehen geblieben, die Mehrzahl der Aufführungen beim Chaitra-Parva-Frühlingsfest bestreiten jedoch Tanztruppen aus den Dörfern der Umgebung, die von der Fürstenfamilie eingeladen werden.
Erstmals 1936 wurde Seraikella chhau außerhalb der Region in Städten wie Kalkutta und Bombay aufgeführt, ein Jahr später reiste eine Tanztruppe nach Europa. 1964 richtete die Bundesregierung von Bihar ein kleines Ausbildungszentrum für chhau-Tänze ein. Lehrer und Schüler bilden eine Tanztruppe, die außerhalb des Chaitra Parva-Festes Aufführungen veranstaltet. Neben den dörflichen chhau-Tänzern, über die kaum etwas bekannt ist, sind dies die zwei einzigen, recht kleinen Tanztruppen, die in einer gewissen Konkurrenz zueinander stehen.

### Mayurbhanj
Zum Mayurbhanj chhau gibt es ebenso wenig schriftliche Aufzeichnungen über die Geschichte. Die Tanzform war anscheinend rein in der dörflichen Volkskultur und bei den Adivasis verankert. Der kriegerische Aspekt mancher Szenen könnte auf eine blühende zeremonielle Kriegskunst zurückgehen, die aus den Chroniken des frühen Königreichs Kalinga überliefert ist. Aus der Blütezeit unter König Kharavela im 2. Jahrhundert v. Chr. blieben in den Höhlen von Udayagiri und Khandagiri (bei Bhubaneswar) Steinreliefs erhalten, die kriegerische Schauspiele mit Schwertern und Schildern sowie akrobatische Übungen zeigen.
Ab dem 17. Jahrhundert entstand die Tradition der Bildrollen (pat), wie sie von den bengalischen Patuas hergestellt werden. Die meisten Mitglieder dieser Volksgruppe sind Muslime, die Themen der Bildrollen stammen jedoch aus dem Volksglauben und aus den großen indischen Epen. Die Patuas präsentieren traditionell die Bildrollen, während sie als theatralische Geschichtenerzähler auftreten. Es dominieren Geschichten aus dem Leben Krishnas, viele Szenen erlauben Vergleiche sowohl mit den Kalinga-Reliefs als auch mit den Bewegungsabläufen im Mayurbhanj chhau.

## Maskentänze
Masken haben allgemein entweder eine magisch-religiöse Bedeutung oder gehören zu einem gesellschaftlichen Rollenspiel. In Asien gehören sie vornehmlich zur Beschäftigung mit Göttern und Geistern. Es ist für die hinduistische Kultur schwierig zu sagen, wie säkular oder religiös Masken jeweils vorgestellt werden. Säkulare Themen lassen sich bei den chhau-Tänzen auch zwischen den religiös-mythologischen finden. So kommen im Seraikella chhau unter anderem Tanzszenen zu den alltäglichen Figuren Dhibar (Fischer), Mayur (Pfau), Nabik (Bootsmann), Prajapati (Schmetterling) und Shabar (Jäger) vor.
Durch Masken werden die bei indischen Tänzen wie dem Bharata Natyam wesentlichen Augenbewegungen (drushtibheda) und die Mimik (mukhabhinaya) als Ausdrucksmittel ausgeschlossen. Die Gefühle müssen rein durch Körperbewegungen ausgedrückt werden, die starre Maske kann nur in der Bewegung zum Leben erweckt werden. Indem sich der Tänzer mittels Körperbewegungen ausdrückt (angikabhinaya), zeigt er ästhetisches Gefühl (bhava) und Geschmack (rasa), zentrale Begriffe des indischen Tanztheaters. Unter der Maske bleiben Alter, Geschlecht und Aussehen des Tänzers verborgen; die Anonymisierung macht den Tänzer zu einem unpersönlichen, universalen Wesen und versetzt die dargestellten Charaktere auf eine allgemeinere symbolische Ebene. Umgekehrt vergegenständlichen sich komplexe abstrakte Ideen in einer konkret fassbaren Form.
In der altindischen religiösen Aufführungspraxis, wie sie in den Schriften zur Gandharva-Musiktheorie beschrieben wurde, existierten im Unterschied zum griechischen Theater noch keine Dramen mit vollmaskierten Darstellern. Außer zweifelhaften Terrakotta-Reliefs fanden sich keine archäologischen Hinweise auf frühe Maskentänze. Das Sanskrit-Wort für „Maske“ lautet varna, es bedeutet „Farbe“ und „Aussehen“. Heute gibt es Maskentänze in begrenzten Regionen im Westen Indiens (Rajasthan), im Süden und Südwesten, im Zentrum, Osten und Nordosten des Landes in unterschiedlichen Volksüberlieferungen.
Einige weitere südasiatische Maskentänze, die im religiösen Kult oder bei magischen Ritualen verwendet werden:
- Lakhe ist ein nepalesischer Dämonentanz aus der buddhistischen Mythologie, der im Herbst beim Indra Jatra, einem Fest im Kathmandutal aufgeführt wird und teilweise exorzistischen Charakter hat.
- Bei diesem Fest wird auch Mahakali pyakhan aufgeführt. Das Tanzdrama für die Göttin Mahakali geht auf einen nepalesischen König im 13. Jahrhundert zurück.
- Sanni-yakma-Masken kommen beim dramatischen tovil-Ritual in Sri Lanka zum Einsatz. Sie sollen teuflische Mächte vertreiben und Krankheiten heilen. Die Masken haben eine magische Funktion, obwohl sie insgesamt weniger furchteinflößend aussehen als die Masken des kolam-Tanzdramas in Sri Lanka oder die barong-Masken auf Bali.
- Zu den südindischen, mit Masken aufgeführten Tanzdramen gehören yakshagana in Karnataka, krishnattam und kolam tullal in Kerala.
- Beim rituellen gambhira-Maskentanz im nordwestlichen Bengalen (Malda) werden schwere, als äußerst heilig geltende Holzmasken verwendet.
- Im beliebten bhaona-Maskentanz von Assam stellen tönerne Masken Tiere, Vögel und Figuren aus der Hindumythologie dar.[14]
- Die beeindruckendsten Masken werden bei der Sahi Yatra-Prozession in Puri getragen, dem neben dem Ratha Yatra zweiten großen Jahresfest dieser Stadt.

## Aufführungspraxis
Die Körperhaltungen und Bewegungsabläufe der chhau-Tänze unterscheiden sich durch ihre dörflichen Elemente und Stammestraditionen von den klassischen indischen Tanzstilen. Bei Letzteren führen die Tänzer von einer Ruheposition ein Bewegungsmuster aus, nach dessen Abschluss sie wieder vorübergehend in die Ausgangsstellung zurückkehren. Wie bei den klassischen Tänzen wechseln sich im chhau erzählende Abschnitte (nritya) mit rhythmischen Tanznummern (nritta) ab, die sich durch bestimmte Schrittfolgen, Drehbewegungen und Sprünge auszeichnen. Die chhau-Tänzer durchqueren dabei stärker den Raum und nutzen die gesamte, zur Verfügung stehende Bühnenfläche. Weit ausgreifende Arm- und Beinbewegungen machen den Raum zu einem Bestandteil der Choreographie, die genau die Besetzung des Raums im zeitlichen Verlauf regelt.
Ein wesentlicher Aspekt des chhau ist sein ritueller Kontext. Chhau-Tänze gehören zum Chaitra Parva-Fest, bei dem als Hauptgötter Shiva und seine Gefährtin Shakti verehrt werden und das nach dem indischen Kalender im Monat chaitra, dem ersten Monat den neuen Jahres, stattfindet (Mitte März bis Mitte April). Das Frühlingsfest ist Bestandteil des landwirtschaftlichen Jahreszyklus und dauert mehrere Tage. Die Angaben über die Länge liegen weit auseinander und reichen von vier oder fünf bis 26 Tage.
Die chhau-Tänze finden an den letzten drei bis vier Tagen des Festes statt. Den Beginn der Veranstaltung legte früher der offizielle Astrologe fest, der nach dem Horoskop des Fürsten den geeigneten Tag aus den Sternen las. Die formelle Eröffnung besteht in der Aufstellung eines hohen Zeremonialpfostens aus einem grünen Bambusrohr. Er trägt eine rote Fahne und Mangoblätter, die jeden Abend erneuert werden, an seiner Spitze. In Seraikella wird der Pfosten vom königlichen Badeplatz am Fluss Kharkai in einer Prozession bis zum Shiva-Tempel am zentralen Dorfplatz getragen, begleitet von einer Kapelle mit Trommeln und dem Doppelrohrblattinstrument shehnai. Für die Nacht wandert der Bambuspfosten weiter in den Hof des Ragunath-Tempels innerhalb des Palastes, zu dem nur Mitglieder der fürstlichen Familie Zutritt haben.
An anderen Veranstaltungsorten werden ähnliche rituelle Grundlegungen praktiziert, die einen starken Einfluss auf das nachfolgende Geschehen ausüben. Die Intensität der Tänze, die bis zu trance-ähnlichen Zuständen reicht, verweist auf denselben magisch-rituellen Zusammenhang. Die Shiva-Verehrung besitzt in der Region eine lange Tradition, die besonders zwischen dem 5. und 11. Jahrhundert ausgeprägt war. Die Rituale stammen ab oder ähneln zumindest denen des Danda nata-Tanzfestes, das ebenfalls im Frühjahr in Odisha zu Ehren Shivas veranstaltet wird. Danda heißt „Pfosten“ und bedeutet offensichtlich den Linga, das phallische Symbol Shivas. Patua jatra ist ein anderes, vergleichbares Pilgerfest der unteren Kasten in Orissa, bei dem jedoch nicht Shiva, sondern die Muttergottheit (Devi) in Gestalt von Mangala, Chandi oder Kali verehrt wird.
Die akrobatischen Sprünge, Drehungen und Kampfszenen sollen aus der militärischen Ausbildung abgeleitet sein, die Fußsoldaten in den Armeen der Feudalherren erhielten. Manche Tänzer berufen sich dagegen auf die klassische Tradition, wenn sie ihren Stil von Shivas Tandava-Tanz herleiten. Die Kategorisierung vieler Einzelaspekte ist schwierig. In der Aufführungspraxis der chhau-Tänze kommen drei Traditionslinien zusammen: die Einbettung in ein magisch-religiöses, volkstümliches Ritual, die alte höfische Kriegskunst und die stilistische Entwicklung der Bewegungstänze. Chaitra Parva ist zwar Shiva gewidmet, tatsächlich wird jedoch in den Namen der weiblichen Gottheiten Mangala, Kali und Chandi das Fruchtbarkeitsprinzip verehrt. Frühjahrsfeste haben in den meisten Kulturen diesen Aspekt. Eine wesentliche Begleiterscheinung der chhau-Tänze ist die Verbindung von hinduistischer und Stammestradition.

### Musik
Bei der Musikbegleitung aller chhau-Tanzstile steht eine rhythmische Struktur (tala) im Vordergrund, die an kriegerische Wurzeln denken lässt. Am lautesten tönt die dhamsa, eine große Kesseltrommel mit einem Korpus aus Eisenblech. Sie gibt die Grundschläge vor, zu denen der Tänzer seine schnellen Körperbewegungen ausführt, die chamak („glitzern, blitzen“) genannt werden. Die dhamsa wird von ein oder zwei Fasstrommeln dhol, dholak, dholki oder madal (namensverwandt mit maddale) unterstützt, deren Spieler beim Purulia chhau wild auf der Bühne herumlaufen und die Tänzer anfeuern. Das am weitesten verbreitete Melodieinstrument ist die mahuri, eine mit der auch in der klassischen Musik gespielten shehnai verwandte Kegeloboe, gelegentlich können eine tikara oder tuila, eine einsaitige gezupfte Stabzither ohne Bünde, oder eine Bambusflöte (bansi) zum Einsatz kommen. Die rhythmische Begleitung wird nach den drei üblichen Geschwindigkeiten unterteilt in: langsam (vilambit), mittel (madhyama) und schnell (druta). Mit dem Wechsel der Geschwindigkeit findet eine dramatische Entwicklung statt.

## Purulia Chhau
Seit seiner „Entdeckung“ 1961 haben Asutosh Bhattacharyya und andere den Purulia chhau gründlich untersucht und beschrieben, er wurde deshalb und wegen seiner besonders kraftvollen und lebendigen Inszenierung zum vermutlich bekanntesten chhau-Stil. Eine Tanzgruppe besteht üblicherweise aus 15 Tänzern und 10 Begleitmusikern. Außer dem Frühjahrsfest wird Purulia chhau in der Mitte Juni beginnenden Trockenzeit zur Unterhaltung von mehreren hundert Gruppen in Dörfern aufgeführt; die meisten setzten sich aus Bauern zusammen, die in dieser Zeit keine Feldarbeit leisten müssen. Zentrum des Purulia chhau ist der Ort Baghmundi.
Die Tänzer tragen aufwendige Kostüme mit langen weiten Hosen und bestickten Samtjacken, die so ähnlich im bengalischen Volkstheater jatra und in Theaterformen des 19. Jahrhunderts zu sehen sind. Die Vorstellung beginnt am späten Abend und kann die ganze Nacht dauern. Sie findet üblicherweise auf einem saubergefegten Platz im Freien statt, die Zuschauer setzen sich nach Männern und Frauen getrennt auf den Boden außen herum. Der Platz ist durch Pfosten an den vier Ecken markiert; ohne Bühnenhintergrund konzentriert sich die Aufmerksamkeit der Zuschauer ganz auf die Tänzer.

### Musik

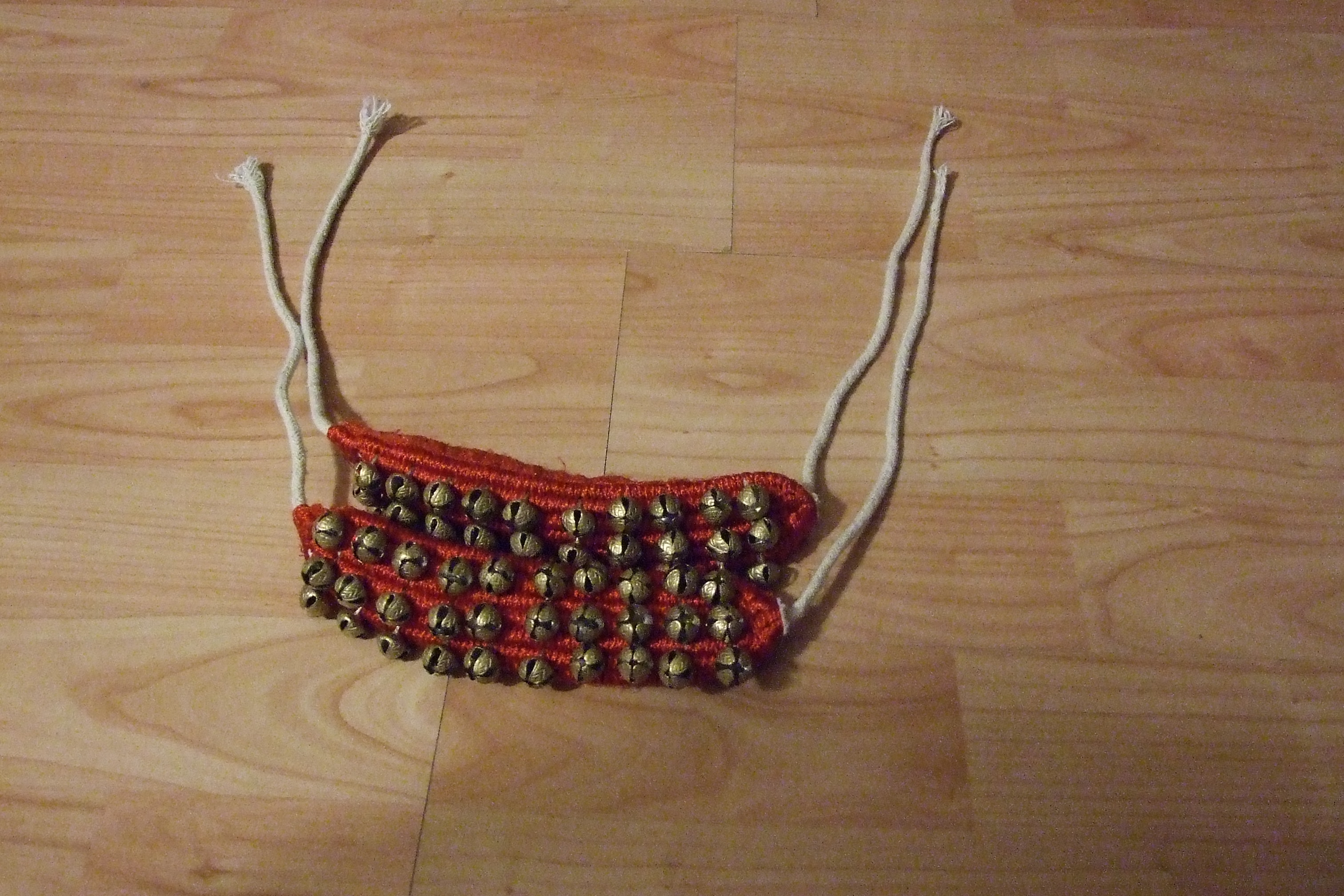
An den Fußgelenken getragene Schellen ghunghur

Um ihre Knöchel haben die Tänzer Fußschellen ghunghur (auch ghanghura) gebunden, mit denen sie besonders beim Stampfen mit den Füßen und bei kurzen senkrechten Sprüngen die musikalischen Rhythmen ergänzen. Neben den Trommeln spielen die Musiker auch kartal (Zimbeln) und anstelle der shehnai gelegentlich eine Klarinette. Die meisten Musiker gehören zur unteren Kaste der Doms. Trommler, die bei religiösen und säkularen Zeremonien auftreten, stammen aus einer besonderen Untergruppe der Doms. Die Melodiestrukturen sind dem bengalischen Volksmusikstil jhumur und dem Volkstheater jatra entnommen. Jhumur gehört zu den religiösen Gesängen (kirtan), die ursprünglich zur Vishnu-Verehrung komponiert wurden und melodische Elemente aus Stammestraditionen beinhalten.
Die Vorstellung beginnt mit einer lebhaften Begrüßungsmusik, gespielt auf der shehnai und den Trommeln. Die Musiker betreten hierbei den Tanzplatz und umschreiten ihn einige Male. Sobald sie aufgehört haben zu spielen, tritt ein Sänger hinzu, der ein Volkslied im jhumur-Stil vorträgt. Hierin bittet er zunächst den glückbringenden Ganesha um seinen Beistand, anschließend erklärt er kurz den Inhalt der folgenden Tänze. Die Trommler nehmen ihr Spiel wieder auf, indem sie Trommelschläge in Silbensprache (bol) rezitieren, die sie anschließend auf der Trommel ausführen. Nun beginnen die Tänze.
Bis zu sechs dhamsa-Spieler spielen zur selben Zeit. Sie sitzen mit ihren großen Kesseltrommeln auf einer Seite am Rand der Bühne. Die dholak- und der shehnai-Spieler bewegen sich hinter den Tänzern auf dem Platz.

### Tanz
Die halbsitzende Basisposition des Tänzers, wie es sie auch im Kathakali und anderen klassischen Tänzen gibt, heißt hantu-muda (hantu, „Knie“, muda, „falten“). Bei den Schrittfolgen werden zwei Kategorien unterschieden: deva chal („Gott-Schritt“) für die dargestellten Götter und asura chal („Dämonen-Schritt“) für ihre Widersacher. Asuras kämpfen zwar durch ihr unglückliches Schicksal gegen die Götter, verhalten sich aber ansonsten recht unauffällig. Sie sind Helden mit menschlichen Fähigkeiten. Ganz anders die Rakshasas, für die es den rakshasa chal gibt, sie sind durch und durch böse und essen sogar Menschenfleisch. Ihr Gang ist entsprechend würdelos schwerfällig. Tiercharaktere aus den großen Epen, insbesondere der Affe Hanuman, werden mit dem Bewegungsstil push chal dargestellt. Im Einzelnen unterscheidet man Stile für Bären (jambaban), Löwen (bagh chal), Schlangen, Frösche und weitere. Weibliche Charaktere haben eigene Stile, benannt nach der jeweiligen Göttin (Lakshmi, Sarasvati, Kali). Säkulare Charaktere kommen im traditionellen Purulia chhau nicht vor. Der im Stil babu chal gehende Gentleman ist eine jüngere Entwicklung und gehört nicht zum anerkannten Kanon.
Für die Choreographie sind kraftvoll ausgreifende Bewegungen charakteristisch, so erscheint zum Beispiel Rama, der Held des Ramayana als ein Krieger, der beim Betreten des Tanzplatzes voller Stolz mit seinen Schultern wackelt. Auch Ramas Gefährtin Sita und Prinzessin Draupadi aus dem Mahabharata wirken in ihren von Männern verkörperten Rollen maskulin. Bei den Kämpfen jagen sich Gut und Böse mit bedrohlich erhobenen Schwertern im Kreis über den Platz und bleiben nur stehen, um imaginäre Pfeile gegeneinander zu schießen. Im Duell mit einem außergewöhnlich bösen Dämon kann es dazu kommen, dass beide Tänzer über den Boden rollen und sich mit Steinen bewerfen.
Der dhol-, dholak- oder dholki-Spieler agiert als eine Art Ringrichter auf der Bühne, läuft schreiend herum, als müsse er die Tänzer einweisen. Die Trommler sind tatsächlich verantwortlich für den zeitlichen Ablauf. Durch ihre festgesetzte Spielweise holen sie die Tänzer auf die Bühne und ohne ihren Rhythmus können die Tänzer sich nicht bewegen, weil ihnen die zeitliche Struktur fehlt.
Masken wurden zu jeder Zeit verwendet, ursprünglich waren sie aus Holz. In manchen Häusern sah Bhattacharyya noch alte, schwere Holzmasken aufbewahrt. Heute werden leichtere Masken aus Pappmaché und Ton aufgesetzt, die ihren Trägern mehr Bewegungsfreiheit und einen Gebrauch bis über eine Stunde erlauben.

## Seraikella Chhau
Heimat des Tanztheaters ist der Distrikt Seraikela Kharsawan in Jharkhand. Im Unterschied zum Purulia chhau förderten die Fürsten des Kleinreichs Singhbhum den Seraikella chhau über die Jahrhunderte bis zur Unabhängigkeit. Für das Frühjahrsfest Chaitra Parva wird eine ebene Tanzfläche aus mit Kuhdung vermischtem gestampftem Lehm präpariert. Zu den abendlichen Vorstellungen kommen Mitglieder der Fürstenfamilie und Besucher aus den Städten. Neben dem Frühjahrsfest findet in Seraikela zu Dashahara ein weiteres Tanzfest zu Ehren der Göttin Ma Paudi statt, einer Form der Kali und Schutzgöttin der örtlichen Raja-Dynastie. In den 1980er Jahren waren drei oder vier Tanzgruppen in Seraikella aktiv.
Die Vortänzer gehören häufig zur Oberschicht, andere Jatis (wie Pattanaiks, Kabis oder Dubeys) nehmen ebenfalls teil. Die führenden Mitglieder der Seraikella-Tanzgruppen betonen die beständige unterstützende Rolle der Fürstenfamilie und den demokratischen Charakter ihrer Tanztradition, bei der – für Indien ungewöhnlich – Kastenunterschiede in den Hintergrund treten. Dennoch gehören die Trommelspieler selbstverständlich zu einer unteren Kaste. Während des Chaitra Parva-Festes treten mehrere Tanzgruppen in einem Wettbewerb gegeneinander an. Die lokale Bezeichnung für Tanzgruppen akhara („Ringkampfarena“) verweist auf die kriegerische Tradition der Schwertkämpfe. Den Vorsitz (sabhapati) über die Veranstaltung führte früher der Raja.
Erstmals nahm 1941 in Shantiniketan eine Frau an einer Tanzaufführung teil. Sie hatte eine männliche Rolle übernommen. Als der zuschauende Rabindranath Tagore die Tänzerin mit einem männlichen Tänzer, der einen weiblichen Charakter darstellte, verwechselte, schien die Zeit gekommen, Frauen für die Ausbildung zum Maskentanz zuzulassen.

### Musik
Die Musik bleibt bei diesem Stil mehr im Hintergrund, gesungene oder gesprochene Einschübe kommen beim Seraikella chhau noch weniger vor als bei den anderen Stilen. Die Melodien werden zwar von bekannten Oriya-Volksliedern entlehnt, aber rein instrumental interpretiert. Trommeln sind die dhamsa, deren etwas kleinere Bauform in Seraikella auch nagara genannt wird, und die dhol. Als Melodieinstrumente kommen neben der shehnai auch ein Harmonium und die Bambusquerflöte bansi zum Einsatz. Die Tänzer machen ebenfalls ihre Schritte durch Fußschellen (ghunghur) hörbar.
Den einzelnen Tänzen sind eigene rhythmische (talas) und melodische Strukturen (ragas, weibliche Form ragini) zugeordnet. Nach der Tradition steht am Beginn jeder Tanzvorführung der jatraghata (bezeichnet Melodie und Tanz). Der Radha-Krishna-Tanz wird zu einer Melodie im raga bhairav mit dem trital (16 Schläge) aufgeführt. Die Tänzer merken sich die Tanzschritte, indem sie die dazugehörige Trommelsprache (bol) auswendig lernen.

### Tanz
Das Repertoire besteht aus etwa 60 Tanzstücken, die meisten wurden in den 1930er bis 1950er Jahren komponiert. Zentrales Element des Seraikella chhau ist der pharikhanda-Übungsstil (phari, „Schild“ und khanda, „Schwert“). Die Tänzer tragen ein Schwert in der rechten und einen Schild in der linken Hand. Man unterscheidet etwa zehn (oder 18) Bewegungsabläufe (chali): vorwärts, rückwärts, überkreuz und Schrittfolgen, die sich an den Gangarten von Tieren orientieren. Beispielsweise bedeutet mota gati gerades Nachvornschreiten mit Schwert und Schild in den Händen, tinpadi chali drei Schritte zur selben Zeit, bagh chali die Gangart eines Tigers, hati gati den Elefantengang, gomutra chanda den Gang einer urinierenden Kuh und sagar gati stellt die Bewegungen von Meereswellen dar.
Komplexeren Tanzsequenzen liegen die etwa 36 (oder 50) bekannten upalayas (Grundprinzipien) zugrunde. Die upalayas definieren nicht die tatsächlich auf der Bühne ausgeführten Bewegungen, sie stellen ein System von Grundmustern dar, die später durch die Choreografie zu einem Tanzablauf ausgestaltet werden. Einige upalayas sind dhan kuta (dhenki kuta), Reisstroh dreschen; gobar kudha, Einsammeln von Kuhdung am Boden; gadhubar, im Wasser untertauchen; ghunte dia, ein dekoratives Muster auf den Boden malen (Rangoli, in Südindien Kolam); sindur tika, einen Punkt aus rotem Farbpulver (Tilaka) auf die Stirn setzen; cheli dian, Sprung einer Ziege; chand dhara, den Mond einfangen; guti kudha, Kiesel mit den Zehen aufgreifen; mayur panikhia, ein Pfau trinkt Wasser und garudasan, ein sitzender Adler.
Die Bewegungsabläufe werden als pharikhanda-Übungen unter Anleitung eines Lehrers (Guru) einstudiert. Die erste Grundposition ist dharan, der Tänzer steht mit gestreckten Beinen und geschwellter Brust.
Das Seraikella chhau-Repertoire greift Themen aus dem Mahabharata und den Puranas auf, es reicht von den epischen Schlachtenschilderungen bis zu Liebeslyrik. Eine besonders ausdrucksstark getanzte Kampfszene aus dem Mahabharata schildert wie Bhima, einer der fünf Pandavas, gegen Duryodhana antritt, den Anführer der 100 mit den Pandavas verfeindeten Kauravas. Der Zweikampf stellt den Höhepunkt am dritten Tag der gesamten Schlacht dar, bei dem Bhima seinen Gegner mit einem Streitkolben erschlägt.
Dagegen steht der Tanz Chandrabhaga in der lyrischen Tradition der reinen Tanzstücke (nritta) im Bharata Natyam. Erzählt wird die tragische Liebesgeschichte der jungen Frau Chandrabhaga, die sich am Strand vergnügt, bis der Sonnengott, von ihrer Schönheit angezogen, sie zu verfolgen beginnt. Sie weist ihn mehrfach zurück und springt schließlich ins Meer und ertrinkt. Chandrabhaga ist einer der am feinsten entwickelten Tänze und lässt Raum für philosophische Deutungen.
Die Tänze lassen sich nach der Art, wie sie ihre Inhalte umsetzen in zwei Kategorien einteilen: In der ersten Kategorie bleibt die Choreografie ohne besondere Interpretation eng am Thema. Hierzu gehören Arati („Licht anbieten“), Sabar („Jäger“), Eklabya („Bogenschütze“) und Dheebar („Fischer“). Zur zweiten Kategorie gehören die stilisierteren Tänze, in denen das Thema symbolisch verstanden und einer Interpretation unterzogen wird. Beispiele sind die Tanzthemen Mayura („Pfau“), Nabik („Bootsmann“), der genannte Chandrabhaga, Sagar („das Meer“), Hara-Parvati (Shiva mit seiner Gemahlin Parvati) und Hamsa, der mythische Schwan.
Hinzu kommen einfache Tänze, wie sie von Kindern mit oder ohne Masken aufgeführt werden, und moderne Kunstformen wie das Tanzstück Koch-O-Devyani („Leidenschaftliche Liebe und Devyani“), das auf einem Gedicht von Rabindranath Tagore basiert. Staatliche Förderprogramme haben seit 2005 die Produktion weiterer moderner Tänze nach Erzählungen Tagores und eine Adaption von Shakespeares Macbeth als chhau-Maskentanz unterstützt.

## Mayurbhanj Chhau
Zentrum des Tanzstils ist die Stadt Baripada, früherer Hauptort des Fürstenstaates Mayurbhanj und heute Verwaltungssitz des gleichnamigen Distrikts im Nordosten Odishas. Die Geschichten des Mayurbhanj chhau fußen wie beim Seraikella chhau auf einer kriegerischen Tradition, die Bewegungsabläufe sind annähernd so lebhaft wie beim Purulia chhau. Was in Seraikella die kriegerischen pharikhanda-Übungsformen sind, aus denen die Choreografie entwickelt wird, heißt im Mayurbhanj-Stil rukmar nach. Im Lauf der Zeit erweiterte sich auch hier die Themenpalette und es kamen mythologische Inhalte, Natur- und Alltagsschilderungen hinzu. Die heutigen Themen sind dem Mahabharata, Ramayana, den Krishna-  und Shiva-Legenden entnommen. Der große Unterschied zu den anderen Stilen sind die fehlenden Masken, wobei der Gesichtsausdruck der Tänzer dennoch relativ starr bleibt. Neben den Bezügen zu den anderen chhau-Stilen besteht auch eine Verwandtschaft zum jatra-Volkstheater von Bengalen und Orissa, das Wanderschausteller mit Geschichten von Radha und Krishna aufführen.
Eine Gelegenheit zur Aufführung von Mayurbhanj chhau ist das Dashahara-Fest im Oktober und das bedeutendere Chaitra Parva-Frühlingsfest. Die Tanzaufführung wird mit der rangabaja-Zeremonie hinter einem Vorhang oder vor den Augen des Publikums eröffnet. Dort stimmen die Musiker ihre Instrumente und spielen dann auf dhamsa, dhol und mahuri (shehnai) eine musikalische Anrufung. Zur nun folgenden Melodie betreten die Darsteller die Bühne. In diesem chali („gehen“) genannten Abschnitt geben sich die Charaktere durch ihre jeweilige Gangart zu erkennen. Bevor die eigentliche Tanzaufführung beginnt, betreten zwei Kaji-Paji genannte Figuren die Bühne und beginnen in der Tradition des erzählenden Narren einen Dialog, der eine Mischung aus gesprochenem Text, Mimik und Bewegung darstellt und Vidusaka Pranalika heißt. Etwas Vergleichbares stellen die männliche (nata) und weibliche Figur (nati) im alten Sanskrit-Theater dar.
Der folgende Abschnitt mit rhythmischen Tänzen wird mit dem Oriya-Wort nach bezeichnet, vermutlich abgeleitet von nritta. Das Thema ist zwar schon bekannt, die Tänze tragen aber noch nichts zur Entwicklung der Handlung bei. Wenn sich später das Drama zu einem Höhepunkt entwickelt hat, wird in einem beschleunigten Tempo die abschließende Tanzphase natki aufgeführt.
Die musikalische Begleitung besteht neben dem führenden Perkussionsinstrument, der Fasstrommel dhol, aus der Kesseltrommel dhamsa, der kleinen Zylindertrommel chadchadi, die wie die dhamsa mit zwei Stöcken geschlagen wird, der Kegeloboe mahuri, der einsaitigen Stabzither tuila und gelegentlich einer bansi (Bambusflöte). Die Melodien ähneln der Volksmusik in Orissa, enthalten aber genauso Ragas der klassischen nordindischen Musik. Der musikalische Schwerpunkt liegt auch hier auf den rhythmischen Strukturen (talas), die in Form der Silbensprache bol von den Tänzern erlernt und dargestellt werden.

## Midnapur Chhau
Den am wenigsten bekannten chhau-Stil pflegen verschiedene Adivasi-Gruppen in der Subdivision Jhargram im westbengalischen Distrikt Pashchim Medinipur. Er wird auch chho genannt, was „Spaß“ oder „Scherz“ bedeutet. Das bekannteste Jahresfest, bei dem Midnapur chhau zur Aufführung kommt, ist das zu Ehren von Shiva veranstaltete Gajan-Fest. Die Tänze enthalten nur wenige Episoden aus den Puranas oder den großen indischen Epen, es geht mehr um die Darstellung von Alltagssituationen und -geschichten. Auftretende Figuren sind Fischer, Weber, ein hoher Herr (Babu) und Tiere wie der Affe Hanuman, ein Löwe, Tiger oder ein Bär. Die Szenen sind lyrischer und weniger kämpferisch-wild als bei den anderen chhau-Stilen.
Die kaum bemerkenswerten Masken bestehen aus Ton, seltener aus Holz. Sie stellen unter anderem Ganesha, Kali, Kartikeya, den Geist eines Verstorbenen (bhut) und sonstige böswilligen Geister dar. Neue Masken werden kaum noch hergestellt, nach einigen Jahren erfahren die abgenutzten Masken eine Auffrischung, indem eine Schicht Lehm und frische Farben aufgetragen werden.

## Masken

### Purulia Chhau

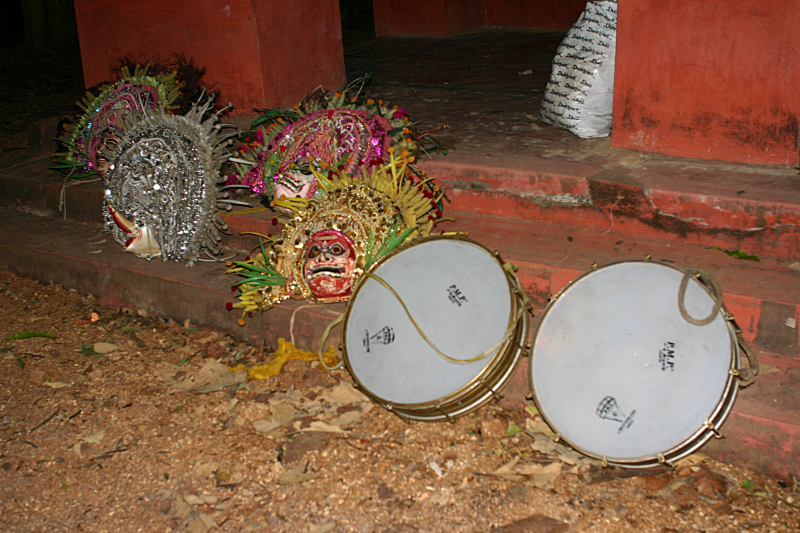
Purulia chhau-Masken. Die modernen Rahmentrommeln sind untypisch

Die Masken für Purulia chhau werden überwiegend im Dorf Chorida hergestellt, ein kleineres Zentrum ist das Dorf Domordi, wohin Anfang des 20. Jahrhunderts einige Familien von Chorida ausgewandert sind. Zur Herstellung der Papiermaché-Ton-Masken wird aus Lehm eine Form modelliert und zum Trocknen ausgelegt. Auf diese Form kommt eine Schicht aus nassem Papier (Zeitungspapier), die mit einer Mehlpaste überstrichen wird. Die nächste Lage besteht aus einer weichen Lehmschicht, in die Stoffreste eingearbeitet werden. Ein Holzspatel dient dazu, die Kanten zu modellieren. Nach dem Trocknen wird eine Grundfarbe aus Kalk und Lehmschlämme aufgestrichen, bevor die sichtbare Farbschicht und abschließend mit einem feinen Pinsel die Gestaltung von Augenbrauen und Mundpartie folgen.
Mit Papiergestaltung und -bemalung in Westbengalen ist normalerweise die Jati (Subkaste) der Chitrakars beschäftigt, sie fertigen nahezu alle für Festveranstaltungen gebrauchten Gegenstände aus Papier und Lehm an. In Chorida stellen jedoch Familien der Sutradhar die Masken her, die ursprünglich für Holzverarbeitung zuständig waren. Daraus lässt sich schließen, dass die Masken für Purulia chhau früher aus Holz bestanden. Nach der lokalen Geschichtsschreibung floh irgendwann im 18. Jahrhundert ein Mahut (Elefantenführer) des Rajas von Baghmundi in Purulia nach Seraikella, wo er das Maskenspiel erlernte. Nach seiner Rückkehr führte er zur Begeisterung des Rajas chhau-Maskentänze auf, worauf der Raja von auswärts gelernte Sutradhar-Handwerker kommen ließ, die fortan aus simul-Holz (Salmalia malabarica, Gattung Bombax) Masken herstellten. Wann anstelle von Holz Papier und Lehm als Maskengrundstoff eingeführt wurden, ist unklar, vermutlich geschah dies erst im 19. Jahrhundert, weil Papier in Bengalen vorher kaum gebräuchlich war.
In Chorida sind etwa 40 Familien mit der Herstellung von Masken beschäftigt. Die Gestaltung der Masken soll sich im 18. Jahrhundert nach dem Stil von Krishnagar herausgebildet haben. Die Grundfarben symbolisieren die einzelnen Charaktere. Die Masken von männlichen und weiblichen Helden sind weiß mit einigen feinen blauen und grünen Streifen auf der Stirn und am Kiefer. Die Masken von Rama und Arjuna sind hellgrün, diejenige von Krishna blau mit weißen Detailzeichnungen. Die Heldenfiguren tragen hohe Kopfaufbauten, die zum Gesamtbild der Maske gehören. An ihnen hängen silberne Perlen, den äußeren Rand zerlappen vielfarbige Federn. Zu den Göttermasken gehören die im Hinduismus üblichen Attribute. Durga zeigt ein elegantes Lächeln auf ihrem weißen Gesicht, der bedrohlichen schwarzen Kali tropft rotes Blut aus ihrem aufgerissenen Mund. Die verzerrten Gesichter der Dämonen werden grün oder rot dargestellt mit blutunterlaufenen Augen und dicken Nasenlöchern. Dichte schwarze Bärte hüllen die männlichen Dämonengesichter ein.

### Seraikella Chhau
Die Herstellung der Masken geschieht ähnlich. Die Lehmform wird nach zwei- bis dreitägigem Trocknen dünn mit Kohlepulver bestreut und dann in Gazestoff eingepackt. Darüber packt man mit Mehlpaste eine Schicht Zeitungspapier, gefolgt von einer dünnen Lehmschicht. In den Lehm wird nochmals eine Schicht Gaze eingelegt. Nach eintägiger Trocknung folgen eine weitere Schicht Papier und abschließend Lehm, der nach dem Trocknen geglättet und bemalt wird.
Die Seraikella-Masken sind weniger variationsreich als die von Purulia, dafür erheblich unbequemer zu tragen. Während Purulia-Masken bis zu einer Stunde getragen werden könnten, ist ein Seraikella-Maskenträger nach einigen Minuten erschöpft. Die Lehm-Papier-Masken lassen dem Tänzer wenig Luft zum Atmen, weil der Mund bei den Masken stets geschlossen ist und nur Luft durch die Nasen- und Augenöffnungen nach innen gelangt. Die Augenöffnungen stimmen nicht immer mit der Augenposition des Tänzers überein, sodass dessen Blickfeld stark eingeschränkt ist. Die meisten Tanzstücke dauern fünf bis sieben Minuten, das Maximum beider Stile liegt bei 15 Minuten.
Krishna ist wie üblich dunkelblau und trägt eine hohe Pfauenfederkrone, Shivas Gesicht ist weiß, Durga ist goldfarben, Ganesha rot, Hamsa weiß und das Reh gelb. Ratri (Göttin der Nacht) hat ein blaues Gesicht und ist an ihren schläfrigen, halbgeschlossenen Augen erkennbar. Dem verletzten Reh Banabiddha steht mit seinen zerfaserten Augenbrauen Angst und Schrecken ins Gesicht geschrieben. Auch die übrigen Tierfiguren werden mit menschlichen Gesichtern dargestellt, in denen ihr Gefühlszustand zum Ausdruck kommt. Der Kopfputz ist ähnlich aufwendig wie in Purulia.
Seit Anfang des 20. Jahrhunderts bestehen die Masken aus Lehm und Papier. Es hat den Anschein, dass frühere Masken aus Holz, Lehm, Kürbisschale (Kalebasse) oder Bambusstreifen bestanden haben. Die Holzmasken waren wesentlich schwerer und schränkten die Beweglichkeit des Tänzers ein. Die Maskenhersteller gehören überwiegend zur Mahapatra-Familie in Seraikella, die in der Nähe des Palastes wohnt.